# Drets del col·lectiu LGBT a la Unió Europea

Situació legal de les parelles homosexuals en la Unió Europea:
Matrimonis
Unions civils
Unions civils amb drets limitats
Registre cohabitacional
Dret de residència de la parella estrangera

Els drets del col·lectiu LGBT a la Unió Europea estan protegits pels tractats i les lleis de la Unió Europea (UE). L'activitat de persones del mateix sexe és legal en tots els estats membres de la Unió Europea, i la discriminació en l'àmbit de l'ocupació està prohibida des de l'any 2000. Tanmateix, els estats de la UE tenen regulacions legals diferents pel que fa a la protecció de llurs drets, les unions civils entre persones del mateix sexe, el matrimoni homosexual i l'adopció homoparental.

## Proteccions del tractat
El Tractat de Funcionament de la Unió Europea, als seus articles 10 i 19, preveuen mesures per combatre la discriminació per motius d'orientació sexual. Aquestes mesures foren promulgades pel Tractat d'Amsterdam de l'any 1999.
Addicionalment, l'article 21 de la Carta de Drets Fonamentals de la Unió Europea afirma que "es prohibeix tota discriminació […] exercida per raó […] d'orientació sexual." La Carta fou aprovada l'any 2000 i és legal des de l'any 2009.

## Protecció legislativa
Tot seguint la inclusió de les mesures previstes pel Tractat d'Amsterdam, l'any 2000 es va aprovar la directriu que estableix un marc general per al tractament igualitari en l'ocupació. Aquesta directriu marc instava tots els estats membres de la UE a adoptar, en el termini de tres anys, legislació anti-discriminació en l'àmbit de l'ocupació. Aquesta legislació hauria d'incloure mesures per tal de protegir les persones davant de qualsevol tipus de discriminació basada en llur orientació sexual.
A la pràctica, això protegeix els ciutadans de la UE d'ésser rebutjats en una candidatura a un lloc de feina, o de ser-ne acomiadat, a causa de la seva orientació sexual. També els protegeix de ser assetjats per un company a causa de la seva orientació sexual. No cobreix el fet de ser rebutjat a l'hora de sol·licitar un servei o tractament mèdic, el fet de ser rebutjat quan se sol·licita una habitació doble en un hotel, la protecció davant l'assetjament escolar i l'accés a la seguretat social. Tanmateix, es garanteix la protecció sota el dret comunitari europeu en aquestes circumstàncies per causa de raça o gènere.

### Directiva proposada
S'ha treballat sobre una proposta europea de llei anti-discriminació en els àmbits de la protecció social, avantatges socials, educació i accés al subministrament de béns, exercida per raó de creences religioses, discapacitat, edat i orientació sexual. Tanmateix, la directiva ha estat aturada en el Consell, malgrat el fort suport del Parlament Europeu.

### Drets de les persones transgènere
Actualment, la llei de la UE té un enfocament diferent pel que fa a la comunitat transgènere. Tot i que el Parlament Europeu ja va adoptar una resolució sobre els drets de les persones transgènere l'any 1989, la identitat transgènere no està incorporada a cap mena de finançament de la UE, i no està esmentada en la llei que estableix l'Institut Europeu per a la Igualtat de Gènere (European Institute for Gender Equality, EIGE), encara que l'orientació sexual sí que ho està. Tanmateix, la jurisprudència del Tribunal Europeu de Justícia proporciona certa protecció, ja que interpreta que la discriminació per raó de sexe també es pot referir a persones que han experimentat una reassignació de sexe. Per tant, tota llei de la UE sobre discriminació per raó de sexe aplica també a persones transgènere. L'any 2002 es va revisar la Directriu sobre Igualtat de Tracte de 1976 per tal d'incloure la discriminació per motius d'identitat de gènere, amb la finalitat de reflectir en la directriu la jurisprudència existent.

### Drets de les persones intersexuals
El febrer de 2019, el Parlament Europeu va adoptar una resolució sobre els drets de les persones intersexuals. La resolució instava els Estats membre de la Unió Europea a legislar polítiques que protegissin els ciutadans intersexuals, especialment contra la discriminació i contra la cirurgia innecessària. Aquesta resolució afirmava que el parlament "condemna enèrgicament els tractaments normalitzadors del sexe i la cirurgia; celebra les lleis que prohibeixen aquest tipus de cirurgia, com ara Malta o Portugal, i anima altres Estats membre a adoptar una legislació similar al més aviat possible." La resolució també insta al reconeixement legal del gènere basat en l'autodeterminació. També confirma que les persones intersexuals estan “exposades a casos múltiples de violència i discriminació en la Unió Europea” i anima la Comissió Europea i els Estats membre a proposar legislació per tal d'adreçar aquests assumptes. També inclou la necessitat d'una assessoria adequada i suport per a les persones intersexuals i les seves famílies, mesures per acabar l'estigma que pateixen les persones intersexuals, i augmenta el finançament per a organitzacions civils dirigides per persones intersexuals.

## Altres accions
Entre 2001 i 2006, un Programa d'Acció de la Comunitat per Combatre la Discriminació incloïa una despesa de 100 milions d'euros per lluitar contra la discriminació en diverses àrees, inclosa la motivada per l'orientació sexual.
L'any 2009 la Comissió Europea va actuar per atenuar una llei de Lituània que incloïa llenguatge homofòbic, i també animava a donar suport a la desfilada de l'orgull gai en aquest país i en d'altres.

## Afers exteriors
El juny de 2010, el Consell de la Unió Europea va adoptar un conjunt de mesures per promoure els drets humans de les persones LGBT.
El juny de 2013, el Consell va actualitzar aquestes mesures per tal de definir unes polítiques que instaven els diplomàtics de la UE arreu del món a defensar els drets humans de les persones LGBTI.

## Unions del mateix sexe
El matrimoni entre persones del mateix sexe està legalitzat en Àustria, Bèlgica, Dinamarca, Finlàndia, França, Alemanya, Irlanda, Luxemburg, Malta, els Països Baixos, Portugal, Espanya i Suècia. Les unions civils entre persones del mateix sexe estan legalitzades a Àustria, Bèlgica, Croàcia, Xipre, República Txeca, Estònia, França, Grècia, Hongria, Itàlia, Luxemburg, els Països Baixos i Eslovènia. A Dinamarca, Suècia i Finlàndia, les unions civils eren legals entre 1989 i 2012, entre 1995 a 2009, i entre 2002 i 2017 respectivament. A Alemanya, els registres de parelles de fet foren legals entre 2001 i 2017. A Irlanda, les unions civils foren legals entre 2011 i 2015. Tanmateix, les unions civils i els registres de parelles de fet ja existents encara estan reconegudes en tots aquests països.
Bulgària, Croàcia, Hongria, Letònia, Lituània, Polònia i Eslovàquia, en les seves respectives constitucions, han definit el matrimoni com una unió entre un home i una dona.
La llei de la Unió Europea (en la seva directriu sobre els Drets dels Ciutadans 2004/38/EC) obliga aquells estats membre que han legalitzat les unions entre persones del mateix sexe a les unions establertes a d'altres estats membre, amb l'objectiu de garantir la llibertat de moviment. El Parlament Europeu, tanmateix, ha aprovat un informe que demana el reconeixement mutu.
Segons la jurisprudència del Tribunal Europeu de Justícia sobre el Marc general per a la igualtat de tracte en l'ocupació, els empleats que estiguin en una unió civil amb una persona del mateix sexe han de tenir els mateixos beneficis que aquells concedits als seus companys en règim de matrimoni, on el matrimoni no sigui possible per a parelles del mateix sexe. El Tribunal va establir aquest principi l'any 2008 en el cas de Tadao Maruko v. Versorgungsanstalt der deutschen Bühnen amb relació a un registre de parelles de fet alemany. El desembre de 2013, el Tribunal va confirmar aquesta resolució en el cas de Frédéric Fenc v. Crédit agricole mutuel (C-267/12) en referència a un "pacte civil de solidaritat", que és significativament inferior respecte la figura del matrimoni que un registre de parelles de fet alemany.
A més, segons el Tribunal Europeu de Justícia en el cas de Coman and Others, en judici del 5 de juny de 2018, un "cònjuge" (o company o qualsevol altre membre familiar) segons la Directiva de Moviment Lliure (2004/38/EC) inclou un cònjuge (estranger) del mateix sexe; s'insta als estats membre a atorgar el dret de residència al cònjuge (estranger) del mateix sexe d'un ciutadà de la Unió Europea.

## Teràpia de conversió
El març de 2018, el Parlament Europeu va aprovar per majoria de 435 vots a favor i 109 en contra una resolució que condemnava les teràpies de reorientació sexual, i que instava els estats de membre de la Unió Europea a prohibir la pràctica. Un informe publicat per l'Intergrup del Parlament Europeu en Drets LGBTI després de la mesura declarava que "Actualment, només Malta i algunes regions d'Espanya han prohibit explícitament les teràpies de reorientació sexual de persones LGBTI."

## Lleis dels Estats membre sobre orientació sexual
Està permès que les persones obertament homosexuals puguin servir en l'exèrcit, excepte Xipre, encara que això últim és contrari a llei europea.
El desembre de 2016, Malta va esdevenir el primer país de la UE (així com de tot Europa) en prohibir les teràpies de conversió.

### Estats actuals
| Drets LGBT a:   | Cohabitació sense registre                                                             | Unió civil                                                                                       | Matrimoni                                                        | Adopció | Lleis anti-discriminació | Lleis de llibertat d'expressió/de delicte d'odi |
| --------------- | -------------------------------------------------------------------------------------- | ------------------------------------------------------------------------------------------------ | ---------------------------------------------------------------- | --- | ------------------------ | ----------------------------------------------- |
| Alemanya        | No                                                                                     | Registre de parelles de fet des de 2001 fins a 2017; encara es reconeixen legalment alguns casos | Sí (Des de 2017)                                                 | Sí (Des de 2017) | En alguns casos          | Sí                                              |
| Àustria         | Sí (Des de 2003)                                                                       | Sí (Registre de parelles de fet des de 2010)                                                     | Sí (Des de 2019)                                                 | Sí (Des de 2016) | Total                    | Sí                                              |
| Bèlgica         | No                                                                                     | Sí (cohabitació legal des de 2000)                                                               | Sí (Des de 2003)                                                 | Sí (Des de 2006) | Total                    | Sí                                              |
| Bulgària        | No                                                                                     | No                                                                                               | Prohibició constitucional des de 1991                            | No | Total                    | No                                              |
| Croàcia         | Sí (Des de 2003)                                                                       | Sí (Registre de parelles de fet des de 2014)                                                     | Prohibició constitucional des de 2013                            | Adopció de facto de fillastres des de 2014                                                                                           | Total                    | Sí                                              |
| Dinamarca       | Sí (Des de 1986)                                                                       | Registre de parelles de fet des de 1989 fins a 2012; encara es reconeixen legalment alguns casos | Sí (Des de 2012)                                                 | Sí (Des de 2010) | Total                    | Sí                                              |
| Eslovàquia      | Sí (Drets limutats per a "persones properes" segons el dret civil i penal des de 2018) | No                                                                                               | Prohibició constitucional des de 2014                            | No | Total                    | Sí                                              |
| Eslovènia       | Sí (Des de 2006)                                                                       | Sí (Registre de parelles des de 2017)                                                            | No                                                               | Adopció de fillastres des de 2011 | Total                    | Sí                                              |
| Espanya         | Sí (Des de 1995)                                                                       | Sí (Totes les comunitats i ciutats autònomes d'Espanya des de 2018)                              | Sí (Des de 2005)                                                 | Sí | Total                    | Sí                                              |
| Estònia         | No                                                                                     | Sí (Acord de cohabitació des de 2016)                                                            | Reconeixements de matrimonis celebrats a l'estranger des de 2016 | Adopció de fillastres des de 2016 | Total                    | Sí                                              |
| Finlàndia       | No                                                                                     | Registre de parelles de fet des de 1989 fins a 2012; encara es reconeixen legalment alguns casos | Sí (Des de 2017)                                                 | Sí (Des de 2017) | Total                    | Sí                                              |
| França          | Sí (Des de 1999)                                                                       | Sí (Pacte de Solidaritat Civil des de 1999)                                                      | Sí (Des de 2013)                                                 | Sí (Des de 2013) | Total                    | Sí                                              |
| Grècia          | No                                                                                     | Sí (Acord de cohabitació des de 2015)                                                            | No                                                               | Està permès que les parelles del mateix sexe en unió civil siguin pares adoptius o mares adoptives. Les persones LGBT poden adoptar. | Total                    | Sí                                              |
| Hongria         | Sí (Des de 1996)                                                                       | Sí (Registre de parelles de fet des de 2009)                                                     | No Prohibició constitucional des de 2012                         | No | Total                    | Sí                                              |
| Irlanda         | Sí (Des de 2011)                                                                       | Registre de parelles de fet des de 2011 fins a 2015; encara es reconeixen legalment alguns casos | Sí (Des de 2015)                                                 | Sí (Des de 2015) | Total                    | Sí                                              |
| Itàlia          | Sí (Des de 2016)                                                                       | Sí (Unions civils des de 2016)                                                                   | L'any 2017 es va reconèixer un matrimoni homosexual              | Adopció de fillastres admesa per la Cort de Cassació des de 2016                                                                     | En alguns casos          | No                                              |
| Letònia         | No                                                                                     | No                                                                                               | Prohibició constitucional des de 2006                            | No | En alguns casos          | No                                              |
| Lituània        | No                                                                                     | No                                                                                               | Prohibició constitucional des de 1992                            | No | Total                    | Sí                                              |
| Luxemburg       | No                                                                                     | Sí (Registre de parelles des de 2004)                                                            | Sí (Des de 2015)                                                 | Sí (Des de 2015) | Total                    | Sí                                              |
| Malta           | Sí (Des de 2017)                                                                       | Sí (Unions civils des de 2014)                                                                   | Sí (Des de 2017)                                                 | Sí (Des de 2014) | Total                    | Sí                                              |
| Països Baixos   | Sí (Des de 1979)                                                                       | Sí (Registre de parelles des de 1998)                                                            | Sí (Des de 2001)                                                 | Sí | Total                    | Sí                                              |
| Polònia         | No                                                                                     | No                                                                                               | Prohibició constitucional des de 1997                            | No | En alguns casos          | No                                              |
| Portugal        | Sí (Des de 2001)                                                                       | Sí                                                                                               | Sí (Des de 2010)                                                 | Sí (Des de 2016) | Total                    | Sí                                              |
| República Txeca | Sí (Des de 2001)                                                                       | Sí (Registre de parelles de fet des de 2006)                                                     | No (pendent)                                                     | No (Adopció de fillastres pendent)                                                                                                   | Total                    | No                                              |
| Romania         | No                                                                                     | No                                                                                               | No                                                               | No | Total                    | Sí                                              |
| Suècia          | Sí (Des de 1988)                                                                       | Registre de parelles des de 1995 fins a 2009; alguns registres encara estan reconeguts           | Sí (Des de 2009)                                                 | Sí (Des de 2002) | Total                    | Sí                                              |
| Xipre           | No                                                                                     | Sí (Cohabitació civil des de 2015)                                                               | No                                                               | No | Total                    | Sí                                              |

A causa del conflicte de Xipre que fa que Xipre del Nord estigui fora del control de la República de Xipre, la llei de la UE està suspesa en l'àrea governada per la República Turca de Xipre del Nord.
| Drets LGBT a:  | Unió civil | Matrimoni | Adopció | Lleis anti-discriminació | Lleis de llibertat d'expressió/de delicte d'odi |
| -------------- | ---------- | --------- | ------- | ------------------------ | ----------------------------------------------- |
| Xipre del Nord | No         | No        | No      | Total                    | Sí                                              |

### Estats retirats
| Drets LGBT a:                                                     | Cohabitació sense registre  | Unió civil                                                            | Matrimoni                                                                                                  | Adopció | Lleis anti-discriminació | Lleis de llibertat d'expressió/de delicte d'odi |
| ----------------------------------------------------------------- | --------------------------- | --------------------------------------------------------------------- | --- | --- | ------------------------ | ----------------------------------------------- |
| Regne Unit (inclòs el territori britànic d'ultramar de Gibraltar) | A Escòcia només des de 2006 | Sí (Unions Civils al Regne Unit des de 2005; a Gibraltar des de 2014) | Sí (Des de 2014 a Anglaterra, Gal·les i Escòcia, des de 2016 a Gibraltar i des de 2020 a Irlànda del Nord) | Sí (Des de 2005 a Anglaterra i Gal·les, des de 2009 a Escòcia, des de 2013 a Irlanda del Nord i des de 2014 a Gibraltar) | Total                    | Sí                                              |

## Opinió pública
A continuació es presenten els percentatges d'enquestats per país que estaven d'acord amb les següents afirmacions a l'Eurobaròmetre Especial 2019 sobre discriminació. La darrera columna és el canvi respecte l'Eurobaròmetre de 2015, on els enquestats havien d'expressar si estaven d'acord amb l'afirmació, lleugerament diferent, "Els matrimonis homosexuals s'haurien de permetre a tot Europa".

### Estats actuals
| Estats membre   | "Les persones gais i lesbianes haurien de tenir els mateixos drets que les persones heterosexuals" | "No hi ha res dolent en una relació sexual entre dues persones del mateix sexe" | "Els matrimonis entre persones del mateix sexe haurien d'estar permesos arreu d'Europa" | Canvi respecte 2015 pel que fa a la darrera afirmació |
| --------------- | -------------------------------------------------------------------------------------------------- | ------------------------------------------------------------------------------- | --------------------------------------------------------------------------------------- | ----------------------------------------------------- |
| Alemanya        | 88%                                                                                                | 86%                                                                             | 84%                                                                                     | +8                                                    |
| Àustria         | 70%                                                                                                | 66%                                                                             | 66%                                                                                     | +4                                                    |
| Bèlgica         | 84%                                                                                                | 82%                                                                             | 82%                                                                                     | +5                                                    |
| Bulgària        | 39%                                                                                                | 20%                                                                             | 16%                                                                                     | -1                                                    |
| Croàcia         | 44%                                                                                                | 36%                                                                             | 39%                                                                                     | +2                                                    |
| Dinamarca       | 89%                                                                                                | 90%                                                                             | 89%                                                                                     | +2                                                    |
| Eslovàquia      | 31%                                                                                                | 29%                                                                             | 20%                                                                                     | -4                                                    |
| Eslovènia       | 64%                                                                                                | 60%                                                                             | 62%                                                                                     | +8                                                    |
| Espanya         | 91%                                                                                                | 89%                                                                             | 86%                                                                                     | +2                                                    |
| Estònia         | 53%                                                                                                | 49%                                                                             | 41%                                                                                     | +10                                                   |
| Finlàndia       | 80%                                                                                                | 79%                                                                             | 74%                                                                                     | +8                                                    |
| França          | 85%                                                                                                | 85%                                                                             | 79%                                                                                     | +8                                                    |
| Grècia          | 64%                                                                                                | 44%                                                                             | 39%                                                                                     | +6                                                    |
| Hongria         | 48%                                                                                                | 41%                                                                             | 33%                                                                                     | +6                                                    |
| Irlanda         | 83%                                                                                                | 80%                                                                             | 79%                                                                                     | -1                                                    |
| Itàlia          | 68%                                                                                                | 59%                                                                             | 58%                                                                                     | 0                                                     |
| Letònia         | 49%                                                                                                | 25%                                                                             | 24%                                                                                     | +5                                                    |
| Lituània        | 53%                                                                                                | 35%                                                                             | 30%                                                                                     | +6                                                    |
| Luxemburg       | 87%                                                                                                | 88%                                                                             | 85%                                                                                     | +10                                                   |
| Malta           | 73%                                                                                                | 73%                                                                             | 67%                                                                                     | +2                                                    |
| Països Baixos   | 97%                                                                                                | 92%                                                                             | 92%                                                                                     | +1                                                    |
| Polònia         | 49%                                                                                                | 49%                                                                             | 45%                                                                                     | +17                                                   |
| Portugal        | 78%                                                                                                | 69%                                                                             | 74%                                                                                     | +13                                                   |
| República Txeca | 57%                                                                                                | 57%                                                                             | 48%                                                                                     | -9                                                    |
| Romania         | 38%                                                                                                | 29%                                                                             | 29%                                                                                     | +8                                                    |
| Suècia          | 98%                                                                                                | 95%                                                                             | 92%                                                                                     | +2                                                    |
| Xipre           | 63%                                                                                                | 40%                                                                             | 36%                                                                                     | -1                                                    |
| Unió Europea    | 76%                                                                                                | 72%                                                                             | 69%                                                                                     | +8                                                    |

### Estats retirats
| Estats membre | "Les persones gais i lesbianes haurien de tenir els mateixos drets que les persones heterosexuals" | "No hi ha res dolent en una relació sexual entre dues persones del mateix sexe" | "Els matrimonis entre persones del mateix sexe haurien d'estar permesos arreu d'Europa" | Canvi respecte 2006 pel que fa a la darrera afirmació |
| ------------- | -------------------------------------------------------------------------------------------------- | ------------------------------------------------------------------------------- | --------------------------------------------------------------------------------------- | ----------------------------------------------------- |
| Regne Unit    | 84%                                                                                                | 75%                                                                             | 71%                                                                                     | +25                                                   |